# Ogasawaracris
Ogasawaracris is een geslacht van rechtvleugeligen uit de familie veldsprinkhanen (Acrididae). De wetenschappelijke naam van dit geslacht is voor het eerst geldig gepubliceerd in 2003 door Ito.

## Soorten
Het geslacht Ogasawaracris  is monotypisch en omvat slechts de volgende soort:
- Ogasawaracris gloriosus (Ito, 2003)